# Pierre de Lauzun
Ne doit pas être confondu avec Pierre de Lauzon.
Pour les articles homonymes, voir Lauzun.
Pierre de Lauzun, né le 12 janvier 1949 à Montélimar, est un essayiste et ancien haut fonctionnaire français.

## Formation
Pierre de Lauzun est ancien élève de l’École polytechnique (1969). Il est également ancien élève de l'École nationale d'administration (Promotion Léon Blum, 1975).

## Carrière
Sa carrière professionnelle s’est exercée principalement dans la finance et les relations extérieures. 
Son passage en administration commence aux services du Premier Ministre entre 1975 et 1981. En 1975, Valéry Giscard d'Estaing le recrute dans une petite équipe d'experts, le Groupe Permanent d’Évaluations de Situations, chargée de lui livrer chaque jour des synthèses de renseignement et des propositions d'action.
A l'élection de François Mitterrand il passe à la Direction du Trésor au Ministère de l’Economie et des Finances. Il est secrétaire Général du Club de Paris de 1981 à 1984, Chef du Bureau des Banques de 1984 à 1986 puis Conseiller Financier à New York de 1986 à 1987.
Il a exercé ensuite dans le secteur bancaire et financier : directeur général adjoint de la BUE (Banque de l’Union européenne devenue Union européenne de CIC en 1990) de 1987 à 1994, puis président de l’Union industrielle de crédit (UIC, Groupe GAN) de 1994 à 1998 ; enfin à la suite du rachat de l’UIC, président d’Archon Group France de 1998 à 2000 (Groupe Goldman Sachs).
Il a rejoint ensuite des associations professionnelles : la Fédération bancaire française (FBF, organisation professionnelle des banques) comme Directeur général délégué de 2001 à 2014 ; et l’Association française des marchés financiers (AMAFI, regroupant les professionnels de la Bourse et de la Finance) comme Délégué général de 2002 à 2018 ; enfin de 2017  à 2019, il a été « Chairman » of the « International Council of Securities Associations » (l’association internationale des associations de professionnels de marché).  

## Autres engagements

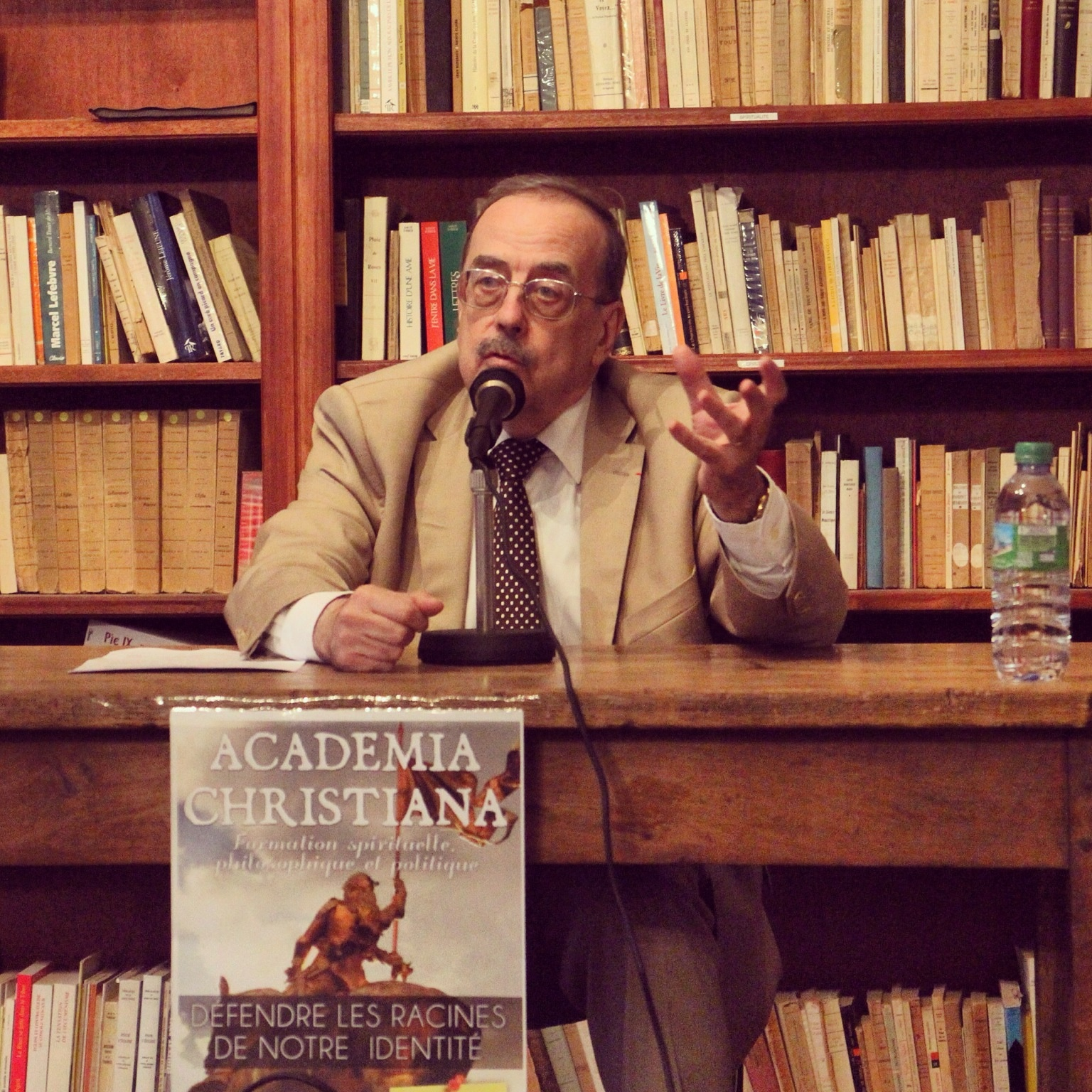
Pierre de Lauzun à l'université d'été d'Academia Christiana, en août 2014.

Pierre de Lauzun est par ailleurs engagé dans plusieurs associations en lien avec ses activités et recherches.
Dans le domaine économique et financier il est engagé dans plusieurs associations d'inspiration chrétienne. Il est notamment Président de l’Association des économistes catholiques; Président de la Commission éthique financière des Entrepreneurs et dirigeants chrétiens ; Membre du corps académique de l’Académie catholique dans la section économie et droit ; et enfin Membre de l’Académie d'éducation et d'études sociales, également d'inspiration catholique. 
Partisan de la liberté scolaire et du droit des parents à choisir l'éducation de leurs enfants il a été Trésorier et membre fondateur de la Fondation pour l'école, qui est au service des écoles indépendantes et de la liberté scolaire. 
En lien avec son expérience professionnelle ainsi qu'avec ses publications en matière géopolitique (ci-dessous Guide de survie dans un monde instable, hétérogène, non régulé et "Les Nations et leur destin"), en 2018, notamment avec Caroline Galactéros et Jean-Bernard Pinatel, il fonde Géopragma cercle de réflexion consacré à la géostratégie réaliste, attaché au principe national.
Dans le cadre de son engagement chrétien enfin il est Président d’Alba Cultura (qui vise à rendre l’art présent dans les prisons et autres lieux clos).

## Distinctions
- Parrain de la Promotion 2015 de l’Institut catholique d'études supérieures (ICES)[15]
- Prix international « Économie et société » de la Fondation Centesimus Annus Pro Pontifice (Vatican) pour Finance: un regard chrétien (mai 2015)[16]
- Grand officier dans l'ordre équestre du Saint-Sépulcre de Jérusalem (soutien aux Chrétiens de Terre Sainte)[17]
- Chevalier de la Légion d'honneur[18] et Officier de l'ordre national du Mérite[19]

## Apport théorique de l'auteur
L'auteur propose une réflexion principalement inspirée par la philosophie thomiste et par la doctrine sociale de l’Église, sur les thèmes philosophique, politique, économique et financier, inspiration complétée par son expérience professionnelle en faveur d'une finance éthique. 

### Aspect philosophique
L’angle de la pluralité des philosophies est abordé dans son ouvrage Le Ciel et la Forêt (Au-delà du pluralisme) (2000) qui montre que la pluralité des points de vue acceptables ne peut être que restreinte, avec un fil conducteur donné par la tradition de pensée classique qui culmine avec le thomisme. Il défend l'idée que cette pluralité est là pour conduire à l’unité de la perspective divine. Ce livre est complété par un examen de la rationalité de la foi et de son apport légitime à la philosophie avec Philosophie de la foi (2015). En matière religieuse proprement dite, il a abordé la question de la pluralité des religions dans le tome II de Le Ciel et la Forêt (Le christianisme et les autres religions) (2000).
Sous l’angle du temps, son livre de base est Temps Histoire Éternité (2006). Cet ouvrage met en rapport la diversité des conceptions humaines du temps et l’éternité divine, proposant ainsi une réflexion sur le sens de la destinée personnelle et de l’Histoire. Sous l’angle religieux, il aborde la question de la Révélation chrétienne et du développement de la doctrine dans l’Histoire, en la lisant comme expression de l’Eternité dans le temps (La révélation chrétienne ou l’éternité dans le temps, 2018). Enfin il évoque la question du mal, son rapport avec l'existence de Dieu, dans la perspective du temps et de l'histoire dans Dieu, le Mal et l'Histoire 2022. 

### Aspect politique
Sa réflexion sur la politique s'interroge sur les rapports entre la pluralité, inhérente au débat politique, et l'idée de vérité comme norme pour la morale et l’idée de Bien. Son ouvrage L’Avenir de la Démocratie (2011) met l’accent sur la complexité de l’idée de démocratie et l’histoire tourmentée de son émergence. Il souligne qu’à côté du système politique et de l’Etat de droit un rôle central a été joué par ce qu’il appelle idéologie démocratique, en fait un paradigme de neutralité, fondé sur le refus de la recherche collective d’une idée commune et objective du bien et privilégiant les procédures de confrontation des choix individuels. Ce livre a été prolongé et développé en 2019 par Pour un grand retournement politique : face aux impasses du paradigme actuel . 
Dans son livre Guide de survie dans un monde instable, hétérogène, non régulé (2017), il aborde notamment les effets multiples de cette absence de référence commune dans un monde éclaté, sous divers angles, international, militaire, financier, économique, politique et culturel, et s'interroge devant les voies de sortie possibles face à l'échec du modèle occidental. Il examine la question de la guerre juste dans La guerre juste 2024.
Pierre de Lauzun s'intéresse particulièrement au rôle politique de la nation : dans son livre Les nations et leur destin (2005), il en montre à la fois la diversité, enracinée dans une spécificité culturelle et linguistique tout autant qu’historique, et leur rôle essentiel pour la constitution de la démocratie réelle.
Chrétienté et démocratie (2003) traite des rapports heurtés et complexes dans l’histoire entre le christianisme et le politique notamment démocratique.

### Aspect économique et financier
L’Évangile, les Chrétiens et l’Argent (2004) aborde la question générale de l’économie dans une perspective chrétienne en s’appuyant sur les Evangiles et la Doctrine sociale de l’Église.
L’Économie et le christianisme (2010) prolonge et élargit cet éclairage en soulignant d’une part, le rôle central de l’éthique en économie, débouchant sur la relativisation de celle-ci par insertion dans le contexte plus large des relations humaines ; et d’autre part l’importance de la question du risque, limite à l'action humaine, qui peut trouver un équilibre dans la confiance en la notion de Providence.
De son côté et corrélativement Christianisme et croissance économique (2008) montre historiquement le rôle-clef du christianisme dans le décollage économique de l’Occident.
Finance, un regard chrétien (2013) retrace, toujours à partir des Evangiles, la réflexion et l’expérience de l’Eglise catholique en matière financière, mettant en lumière l’incomplétude de la finance elle-même et son besoin d’une perspective éthique. Ce livre a valu à l'auteur le prix international de la Fondation Centesimus Annus du Vatican. Traduit en anglais et publié en 2021 par Angelico Press (New York) sous le titre de "Finance A Christian perspective" .Il est suivi de L'Argent, Maître ou serviteur (2019) plus spécifiquement consacré à notre rapport à l'argent .
Cette même question est reprise ensuite sans faire appel à des références explicitement chrétiennes dans La Finance peut-elle être au service de l’homme ? (2015), qui s’enrichit en outre de réflexions sur le rôle de la réglementation, notamment au vu de la crise de 2008. 
Un ouvrage est ensuite consacré à l'investissement éthique: Epargner en vue du bien commun, l'investissement éthique 2024.
Enfin un petit livre sur l’euro évoque la question de la monnaie, et plus particulièrement les difficultés posées par cette monnaie unique (La fin de l’euro ? 2018).

## Ouvrages
- Le Ciel et la Forêt, t. I : Au-delà du pluralisme, t. II : Le christianisme et les autres religions, Dominique Martin Morin, 2000.
- Chrétienté et Démocratie, Pierre Téqui, 2003
- L’Évangile, le Chrétien et l’Argent, Éditions du Cerf, 2004[34].
- Les Nations et leur destin, F.-X. de Guibert, 2005
- Temps, Histoire, Éternité, Parole et Silence, 2006
- Christianisme et Croissance économique, Parole et Silence, 2008
- L’Économie et le Christianisme, F.-X. de Guibert, 2010. Traduit en serbe.
- L’Avenir de la démocratie (Politique I), F.-X. de Guibert, 2011
- Finance : Un regard chrétien, Embrasure, 2013.
  - Prix international de la Fondation Centesimus annus Pro Pontifice (Vatican), 2015.
- La finance peut-elle être au service de l’homme ?, Desclée de Brouwer, 2015
- Philosophie de la foi, Arjalas, 2015
- Euro : La Fin de la monnaie unique ?, TerraMare, 2017
- Guide de survie dans un monde instable, hétérogène, non régulé, TerraMare, 2017
- La Révélation chrétienne ou l’Éternité dans le temps, Artège Lethielleux, 2018
- Pour un grand retournement politique : face aux impasses du paradigme actuel, Paris, Le Bien commun, 2019
- L'Argent, Maître ou serviteur, Mame, 2019
- (en) Finance A Christian Perspective, Angelico Press, 2021
- Dieu, le Mal et l'Histoire, Pierre Téqui, 2022 (ISBN 978-2-7403-2431-8)
- Epargner en vue du bien commun, l'investissement éthique, Boleine, 2024 (ISBN 978-2-490081-59-2)
- La guerre juste, Boleine, 2024 (ISBN 978-2-49008-167-7)